# 西日本シティTT証券
西日本シティTT証券株式会社（にしにほんシティティーティーしょうけん、英文社名：Nishi-Nippon City Tokai Tokyo Securities Co.,Ltd.）は、福岡県福岡市博多区に拠点を置く証券会社。

## 概要
株式会社西日本シティ銀行と東海東京フィナンシャル・ホールディングス株式会社の共同出資により、2010年に九州初となる地銀の証券子会社として誕生した。
西日本シティ銀行が西日本シティTT証券へ出資し同行の連結子会社とした上、同証券が東海東京証券福岡支店を承継し、営業を開始した。
2016年10月には、西日本シティ銀行から同行の金融持株会社である西日本フィナンシャルホールディングスへ株式が譲渡され、西日本フィナンシャルホールディングスの子会社となった。

## 沿革
- 2010年（平成22年）
  - 2月9日 - 第1種金融商品取引業者として登録。
  - 5月6日 - 開業。
- 2016年（平成28年）10月3日 - 西日本フィナンシャルホールディングスの子会社となる。